# Rhynochetos jubatus

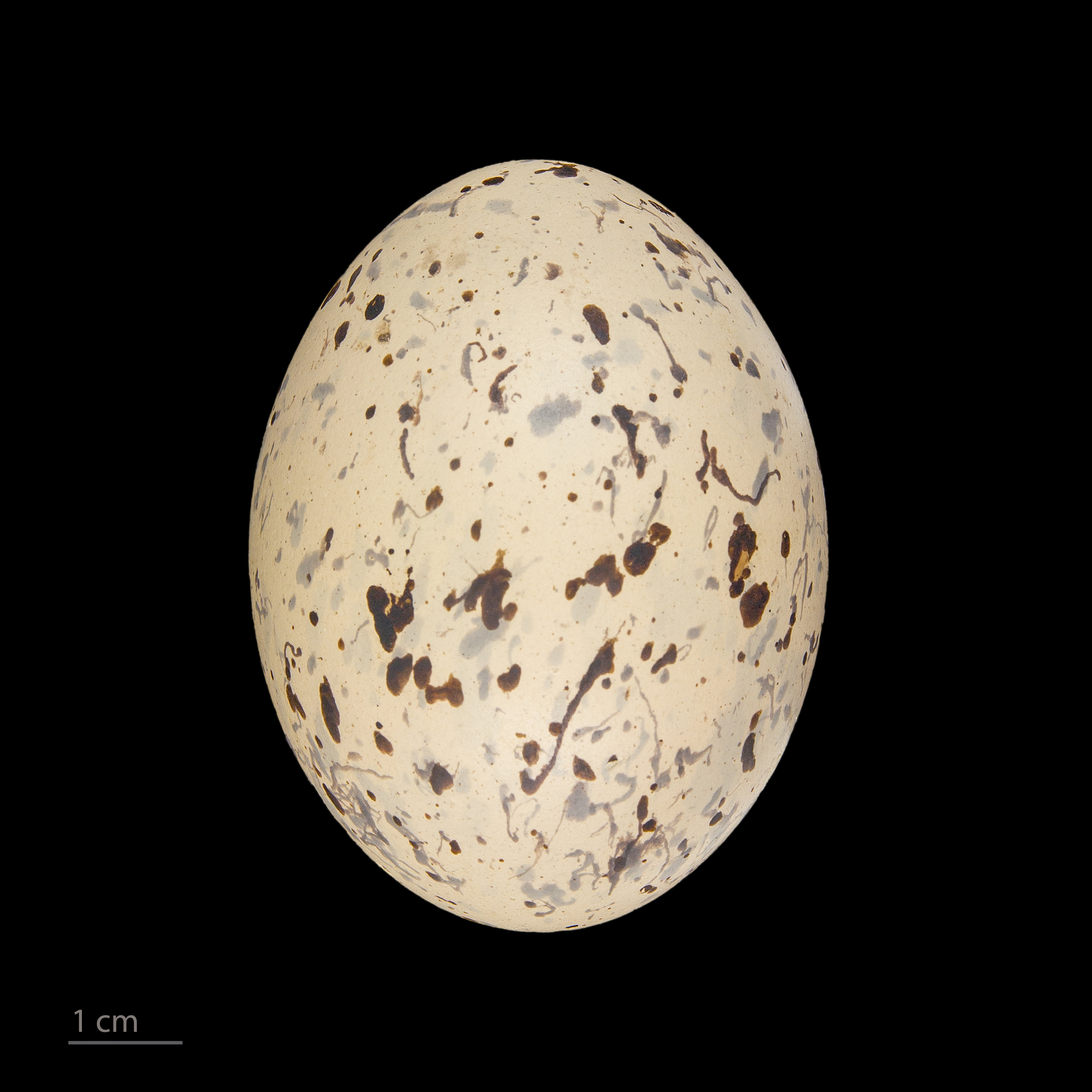
Trứng của Rhynochetos jubatus.

Rhynochetos jubatus hay kagu là một loài chim thuộc bộ Eurypygiformes. Loài này là thành viên duy nhất còn sinh tồn của chi Rhynochetos và họ Rhynochetidae, mặc dù một loài thứ hai đã được mô tả từ ghi chép hóa thạch.
Đây là loài chim đặc hữu ở rừng núi dày đặc của New Caledonia có chiều cao 55 cm, bộ lông màu xám tro với mỏ và chân màu đỏ cam nổi bật. "Bướu mũi" của chúng là một đặc trưng độc đáo không có ở bất kỳ loài chim nào khác. Chúng nặng từ 700-1000 g, chênh lệch kích thước giữa con trống và con mái không đáng kể.
Loài chim này hầu như không bay và dành phần lớn thời gian của chúng trên hoặc gần mặt đất, nơi chúng săn những động vật không xương sống, xây tổ bằng các que cây nhỏ trên sàn rừng. Cả chim bố và chim mẹ chia nhau ấp trứng, cũng như nuôi dưỡng chim non. Loài này được đánh giá là loài nguy cấp do các hoạt động của con người và bị săn bởi những thú săn mồi được du nhập. Chúng đang bị đe dọa bởi sự tuyệt chủng.

## Phân bố và môi trường sống
Kagu là loài đặc hữu sinh sống trong rừng và cây bụi trong khu vực nhóm đảo New Caledonia. Trong nhóm đảo đó, loài này bị giới hạn phân bố ở đảo chínhGrande Terre. Không có bằng chứng cho thấy loài này hiện diện trên Quần đảo Loyalty, mặc dù vài mẫu hóa thạch của dạng đất thấp đã tuyệt chủng R. orarius đã được tìm thấy tạiIle des Pines. Chim kagu có thể tồn tại ở nhiều loại rừng khác nhau nếu có đủ thức ăn, từ rừng mưa đến rừng đất thấp khô hơn. Chúng cũng có thể kiếm ăn ở một số vùng đất cây bụi khô hơn trên lớp đá siêu mafic của hòn đảo, mặc dù không phải ở vùng đất cây bụi nghèo nàn, ít thức ăn trên lớp đá này. Chúng cũng vắng mặt ở những nơi có lớp phủ mặt đất rộng rãi gây khó khăn cho việc kiếm ăn, chẳng hạn như đồng cỏ hoặc những vùng có nhiều cây dương xỉ, nhưng chúng có thể đi qua những khu vực đó để đến các khu vực kiếm ăn khác. Loài này đã trải qua một số đợt thu hẹp phạm vi do loài xâm hại tấn công và ăn thịt chúng. Sự phân bố ban đầu, trước loài người và mức độ tồn tại của loài họ hàng của nó  R. orarius  cùng tồn tại ở các vùng đất thấp New Caledonia, vẫn chưa được hiểu đầy đủ và đang chờ nghiên cứu thêm về hồ sơ hóa thạch.